# Gymnobisium quadrispinosum
Espèce
Synonymes
- Ideobisium quadrispinosum Tullgren, 1907

Gymnobisium quadrispinosum est une espèce de pseudoscorpions de la famille des Gymnobisiidae.

## Distribution
Cette espèce se rencontre en Afrique du Sud et au Lesotho.

## Description
Le spécimen décrit par Beier en 1947 mesure 2 mm.

## Systématique et taxinomie
Cette espèce a été décrite sous le protonyme Ideobisium quadrispinosum par en . Elle est placée dans le genre Gymnobisium par Beier en 1931.

## Publication originale
- Tullgren, 1907 : Chelonethiden aus Natal und Zululand. Zoologiska studier tillägnade Professor T. Tullberg, Uppsala, p. 216-236.